# Authon-Ébéon

Authon-Ébéon este o comună în departamentul Charente-Maritime, Franța. În 1 ianuarie 2022 avea o populație de 398 de locuitori.